# Ampharetidae

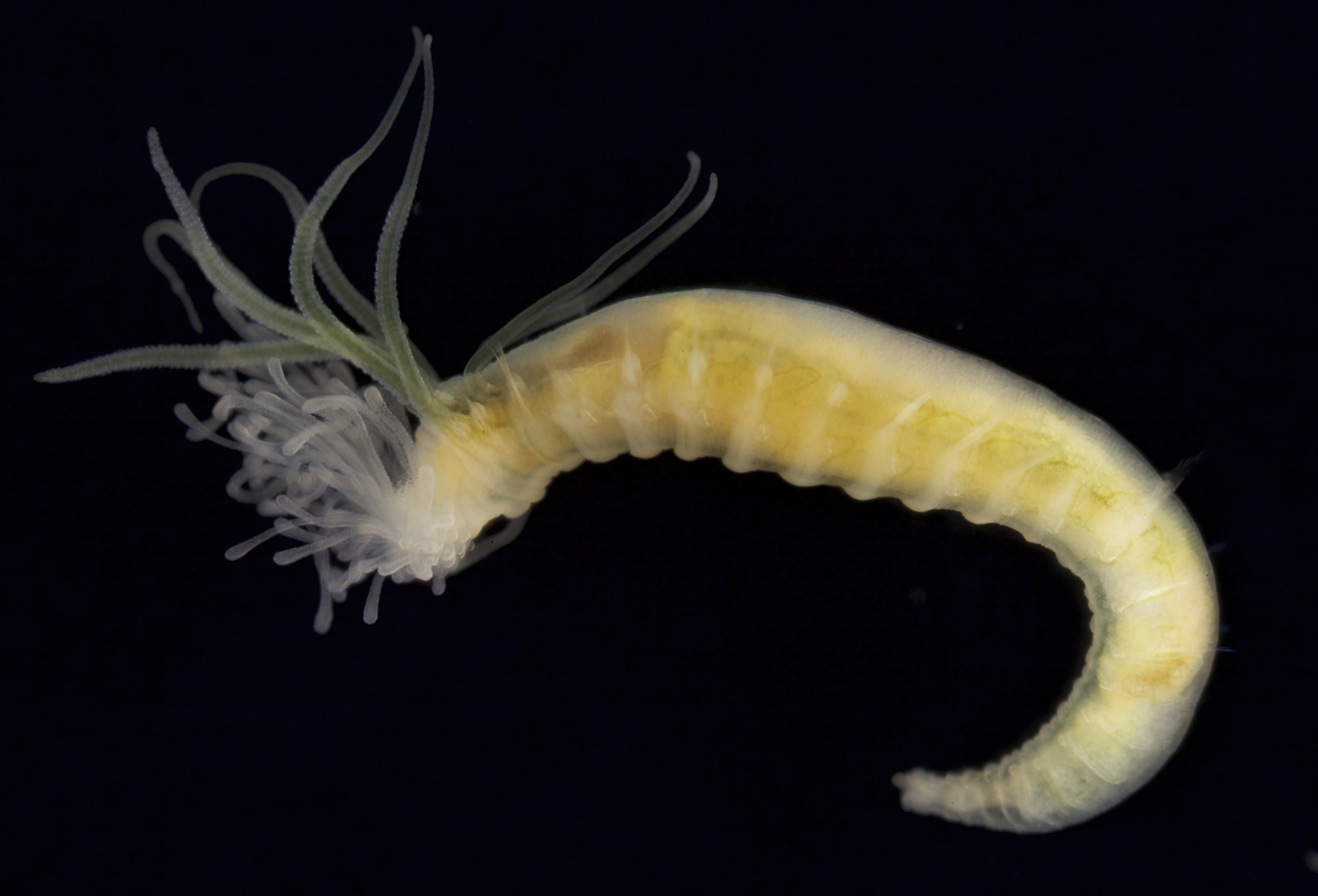
Sosane sulcata

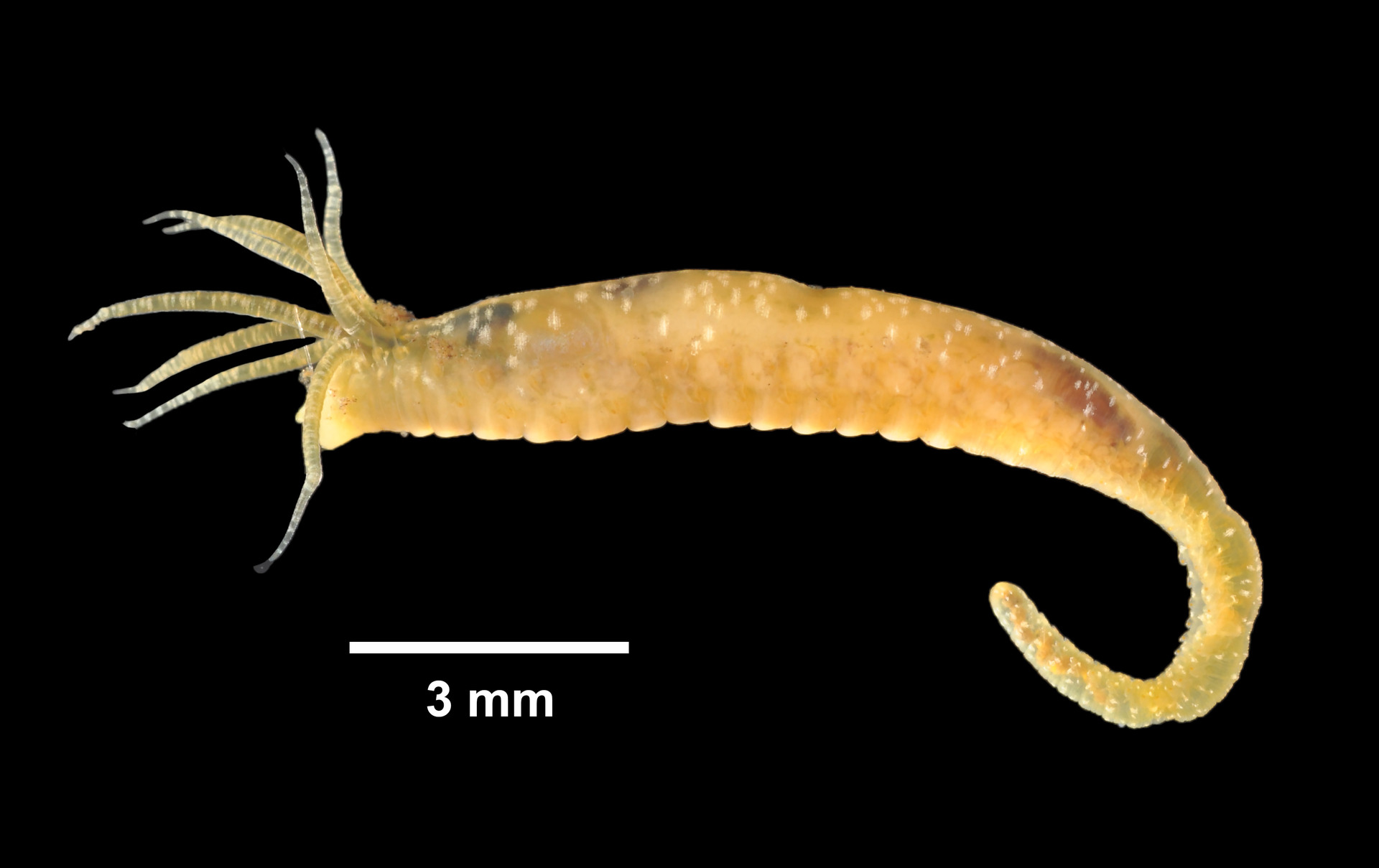
Hobsonia florida

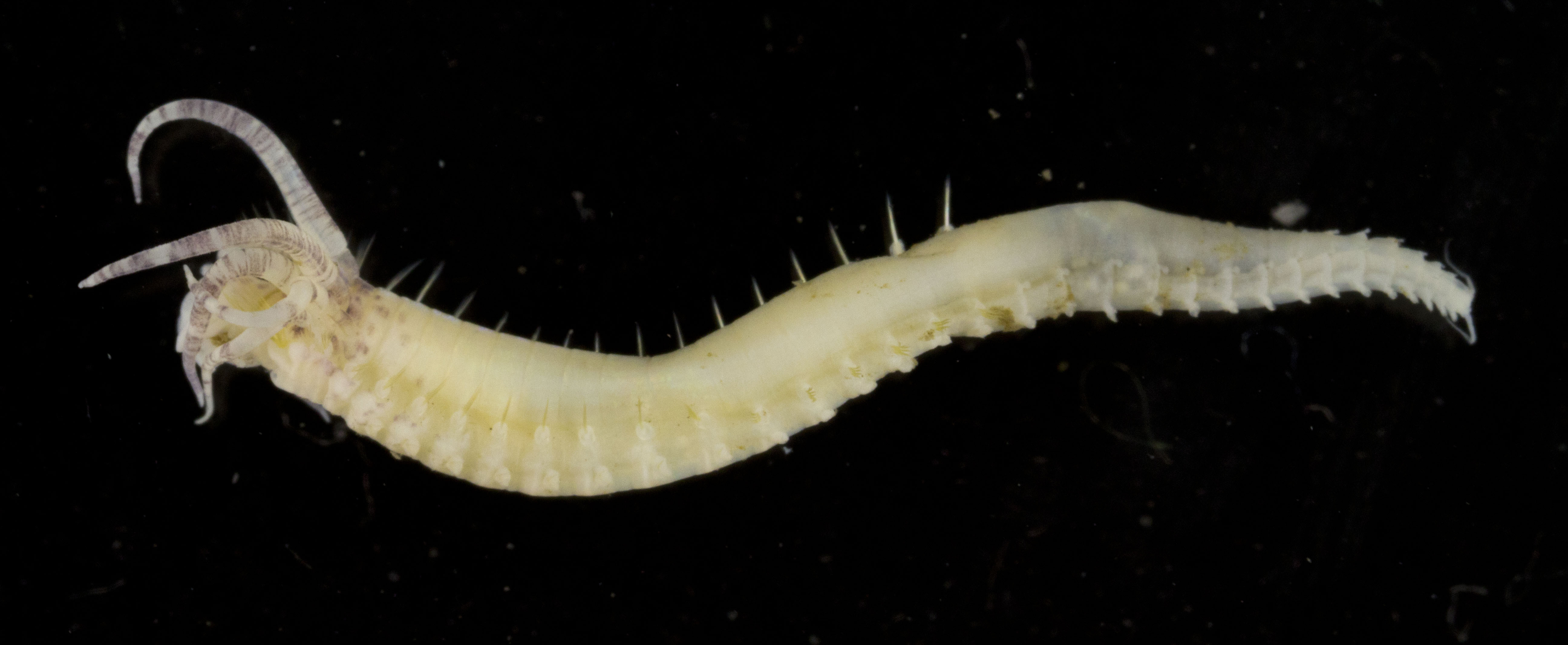
Amphicteis gunneri

Ampharetidae – rodzina wieloszczetów z podgromady osiadłych i rzędu Terebellida.

## Morfologia
Wieloszczety te mają odcinek głowowy z dwugałęziowymi parapodiami, natomiast pozostałą część ciała o zredukowanych lub całkiem zanikłych notopodiach. Czułki okołogębowe mogą być w całości wciągane do otworu gębowego. Tułów zaopatrzony jest w szczecinki notopodialne przekształcone w kapilary. Występuje od dwóch do czterech par skrzeli, które mogą być gładkie lub pierzaste. Szczecinki neuropodiów (neurochety) zmodyfikowane są w ząbkowane płytki (uncini). 

## Występowanie
Do fauny Polski zalicza się 4 podawane z Bałtyku gatunki: Ampharete finnmarchica, Ampharete acutiformis, Alkmaria romijni i Nicolea zostericola.

## Taksonomia
Takson ten wprowadzony został w 1866 roku przez Andersa Johana Malmgrena. Współczesnej jego rewizji dokonał I.A. Jirkov w pracy z 2011. Obejmuje 60 opisanych rodzajów sklasyfikowanych w 2 podrodzinach:
- podrodzina: Ampharetinae Malmgren, 1866
  - Abderos Schüller & Jirkov, 2013
  - Adercodon Mackie, 1994
  - Alkmaria Horst, 1919
  - Amage Malmgren, 1866
  - Ampharana Hartman, 1967
  - Ampharete Malmgren, 1866
  - Amphicteis Grube, 1850
  - Amphisamytha Hessle, 1917
  - Amythas Benham, 1921
  - Amythasides Eliason, 1955
  - Andamanella Holthe, 2002
  - Anobothrus Levinsen, 1884
  - Auchenoplax Ehlers, 1887
  - Decemunciger Zottoli, 1982
  - Ecamphicteis Fauchald, 1972
  - Eclysippe Eliason, 1955
  - Emaga Hartman, 1978
  - Endecamera Zottoli, 1982
  - Eusamythella Hartman, 1971
  - Glyphanostomum Levinsen, 1884
  - Gnathampharete Desbruyères, 1978
  - Grassleia Solis-Weiss, 1993
  - Grubianella McIntosh, 1885
  - Hobsonia Banse, 1979
  - Hypania Ostrooumouff, 1896
  - Hypaniola Annenkova, 1927
  - Jugamphicteis Fauchald & Hancock, 1981
  - Lysippe Malmgren, 1866
  - Melinnampharete Annenkova, 1937
  - Melinnata Hartman, 1965
  - Melinnoides Benham, 1927
  - Neopaiwa Hartman & Fauchald, 1971
  - Neosabellides Hessle, 1917
  - Neosamytha Hartman, 1967
  - Noanelia Desbruyères & Laubier, 1977
  - Orochi Reuscher, Fiege & Imajima, 2015
  - Pabits Chamberlin, 1919
  - Paedampharete Russell, 1987
  - Paiwa Chamberlin, 1919
  - Parampharete Hartman, 1967
  - Paramphicteis Caullery, 1944
  - Paramytha Kongsrud, Eilertsen, Alvestad, Kongshavn & Rapp, 2017
  - Pavelius Kuznetsov & Levenstein, 1988
  - Phyllampharete Hartman & Fauchald, 1971
  - Phyllamphicteis Augener, 1918
  - Phyllocomus Grube, 1877
  - Samytha Malmgren, 1866
  - Samythella Verrill, 1873
  - Samythopsis McIntosh, 1885
  - Sosane Malmgren, 1866
  - Tanseimaruana Imajima, Reuscher & Fiege, 2013
  - Watatsumi Reuscher, Fiege & Imajima, 2015
  - Weddellia Hartman, 1967
  - Ymerana Holthe, 1986
  - Zatsepinia Jirkov, 1986
- podrodzina: Melinninae Chamberlin, 1919
  - Isolda Mueller, 1858
  - Melinantipoda Hartman, 1967
  - Melinna Malmgren, 1866
  - Melinnopsides Day, 1964
  - Melinnopsis McIntosh, 1885